# Ponta dos Rosais
Ponta dos Rosais est un promontoire situé à l'extrémité nord-ouest de l'île de São Jorge dans l'archipel portugais des Açores. Il est sur le territoire de la  freguesia de Rosais (pt)  de la municipalité de Velas.
Le promontoire de Ponta dos Rosais est situé à 200 mètres au-dessus du niveau de la mer et on y trouve le phare de Ponta dos Rosais construit en 1858.
Ponta dos Rosais est un site naturel classé Réseau Natura 2000.

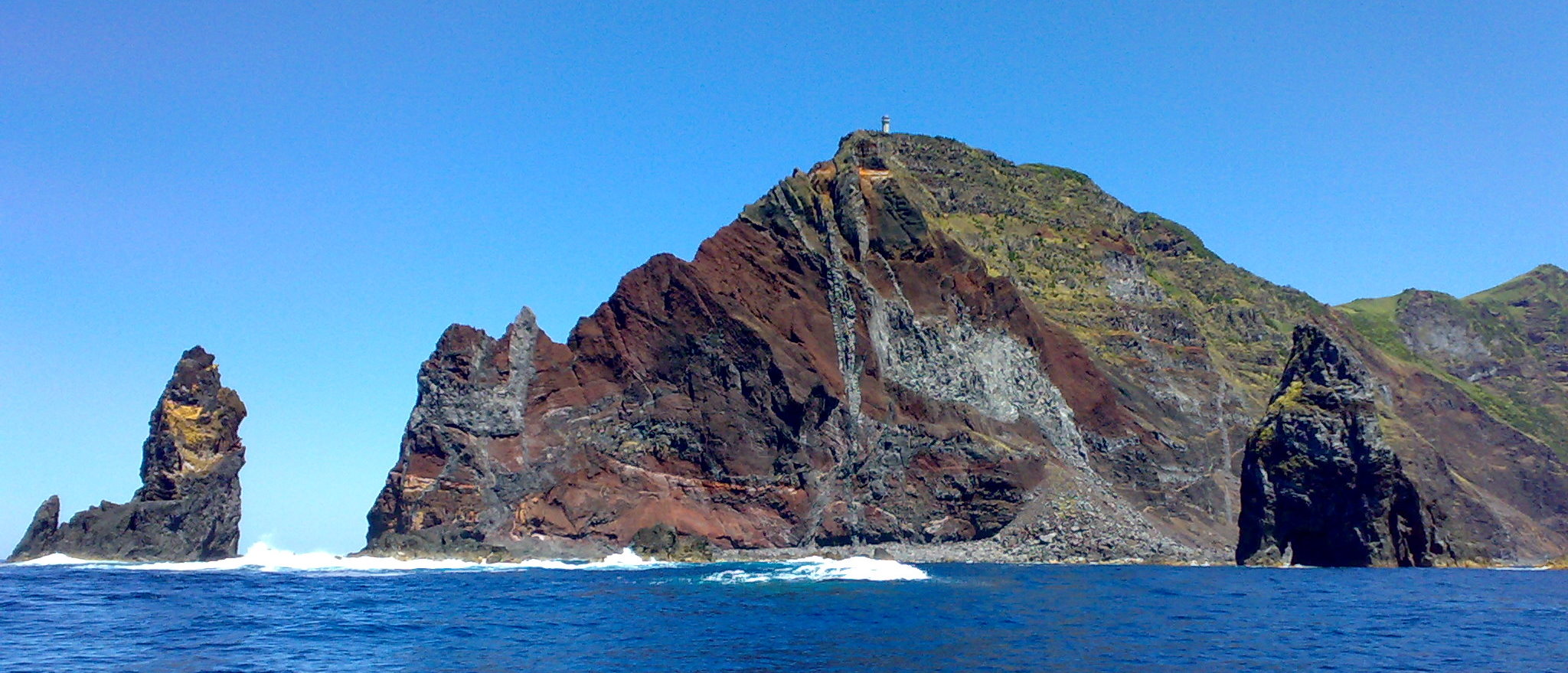
Ponta de Rosais et son phare